# Ciclismo do Vitória Sport Clube
Vitória-ASC (código UCI: ASC) foi uma equipa de Ciclismo portuguesa de categoria UCI Continental que se formou da associação entre a União Ciclista de Vila do Conde e o Vitória SC de Guimarães. A equipa profissional foi extinta em 2007 devido ao falta de apoios e investimento na equipa, continuando com a formação de base.

## História
A União Ciclista de Vila do Conde é uma equipa portuguesa de ciclismo que atualmente é apenas sub-23 e também corre predominantemente em ciclocross. A equipa foi fundada em 1998, na altura com a designação de ASC-Guilhabreu-Vila do Conde, e profissionalizou-se entre 2002 e 2007 com a intenção de se afirmar como uma equipa de ciclismo profissional de estrada.
Todavia, foi nos últimos três anos, 2005, 2006 e 2007, como equipa profissional que alcançou o estatuto europeu de UCI Continental Tour, apenas uma categoria abaixo da UCI WorldTour. O primeiro desses três anos a equipa atuou com o nome ASC-Chenco Jeans. Nos dois anos seguintes a União Ciclista de Vila do Conde se associou ao Vitória SC de Guimarães tendo por isso passado a chamar-se Vitória-ASC e teve um orçamento inicial de 350 mil euros.
De 2008 a 2011, a equipa da UC de Vila do Conde e o Vitória SC continuaram associados em novos moldes e assente num projeto de formação de atletas, com mais ênfase para o ciclismo de estrada sub-23. A designação da equipa passou a ser ASC-Vitória-RTL e contou com um orçamento bem inferior, entre 70 e 80 mil euros.
Desde 2012 a equipe passou a designar-se pelo nome ASC-KTM-Vitória nas provas nacionais de ciclismo de estrada.
É também em 2011 que o Vitória SC inicia a modalidade de ciclismo Cross-country com uma equipa amadora chamada de Vitória SC-Bikeworld, contando com participações em provas regionais e nacionais.

## Escalação das equipas UCI Continental
Diretor Geral: António Da Silva Campos
Diretor Desportivo: José Augusto Oliveira e Silva
| Equipa de 2005 | Equipa de 2005               | Equipa de 2005 | Equipa de 2005 | Equipa de 2005 | Equipa de 2005                |
| #              | Ciclista                     | Nascimento     | Idade          | Nacionalidade  | Equipa Anterior               |
| -------------- | ---------------------------- | -------------- | -------------- | -------------- | ----------------------------- |
| 1              | Fidel Jeobani Chacón         | 10-02-1980     | 25             | Colômbia       | 05 Orbitel                    |
| 2              | Pedro Miguel Fernandes Costa | 20-11-1977     | 27             | Portugal       | –                             |
| 3              | José Manuel de Sousa         | 20-09-1980     | 24             | Portugal       | Beppi-Ovarense                |
| 4              | Pedro Fernández              | 25-03-1976     | 29             | Espanha        | Beppi-Ovarense                |
| 5              | Vicente Fernández            | 23-09-1983     | 21             | Espanha        | Imoholding-Loulé Jardim Hotel |
| 6              | Victoriano Fernández         | 07-07-1973     | 31             | Espanha        | –                             |
| 7              | Carlos Lameira               | 01-12-1981     | 23             | Portugal       | Barbot-Gaia                   |
| 8              | José Miguel Martins          | 01-04-1984     | 21             | Portugal       | Sem Equipa                    |
| 9              | Nelson Pereira               | 24-04-1982     | 23             | Portugal       | Sem Equipa                    |
| 10             | Hermano Vieira               | 17-07-1980     | 24             | Portugal       | –                             |

| Equipa de 2006 | Equipa de 2006               | Equipa de 2006 | Equipa de 2006 | Equipa de 2006 | Equipa de 2006              |
| #              | Ciclista                     | Nascimento     | Idade          | Nacionalidade  | Equipa Anterior             |
| -------------- | ---------------------------- | -------------- | -------------- | -------------- | --------------------------- |
| 1              | Paulo Barroso                | 29-10-1972     | 33             | Portugal       | Milaneza Maia               |
| 2              | Vítor Bruno Martins Carvalho | 17-05-1983     | 23             | Portugal       | Neoprof                     |
| 3              | Fidel Jeobani Chacón         | 10-02-1980     | 26             | Colômbia       | –                           |
| 4              | Pedro Miguel Fernandes Costa | 20-11-1977     | 28             | Portugal       | –                           |
| 5              | José Manuel de Sousa         | 20-09-1980     | 25             | Portugal       | –                           |
| 6              | Victoriano Fernández         | 07-07-1973     | 32             | Espanha        | –                           |
| 7              | Joaquin Garcia Hernandez     | 16-04-1983     | 23             | Espanha        | Neoprof                     |
| 8              | Gilberto Martins             | 26-12-1980     | 25             | Portugal       | LA Aluminos-Liberty Seguros |
| 9              | José Miguel Martins          | 01-04-1984     | 22             | Portugal       | –                           |
| 10             | Hermano Vieira               | 17-07-1980     | 25             | Portugal       | –                           |

| Equipa de 2007 | Equipa de 2007               | Equipa de 2007 | Equipa de 2007 | Equipa de 2007 | Equipa de 2007          |
| #              | Ciclista                     | Nascimento     | Idade          | Nacionalidade  | Equipa Anterior         |
| -------------- | ---------------------------- | -------------- | -------------- | -------------- | ----------------------- |
| 1              | Paulo Barroso                | 29-10-1972     | 34             | Portugal       | –                       |
| 2              | Pedro Miguel Fernandes Costa | 20-11-1977     | 29             | Portugal       | –                       |
| 3              | José Manuel de Sousa         | 20-09-1980     | 26             | Portugal       | –                       |
| 4              | Ángel Edo                    | 04-08-1970     | 36             | Espanha        | Andalucia-Paul Versan   |
| 5              | Juan Gómis                   | 28-03-1978     | 29             | Espanha        | Comunidad Valenciana    |
| 6              | Micael Isidoro               | 12-08-1982     | 24             | Portugal       | Riberalves-Alcobaça     |
| 7              | José Miguel Martins          | 01-04-1984     | 23             | Portugal       | –                       |
| 8              | NG Yong Li                   | 06-10-1985     | 21             | Malásia        | Sem Equipa              |
| 9              | José Carlos Silva Rodrigues  | 04-07-1978     | 28             | Portugal       | Paredes Rota dos Móveis |
| 10             | Gilberto Joao Sampaio        | 06-08-1981     | 25             | Portugal       | Neoprof                 |
| 11             | Daniel Silva                 | 08-06-1985     | 22             | Portugal       | Carvalhelhos-Boavista   |

## Grandes vitórias
2002
 Geral Circuito Montañés: Óscar Serrano
 Classificação por pontos: Óscar Serrano
Etapa 4: Rafael Milá
Etapa 5 e 7: Óscar Serrano
Etapa 1 Volta ao Alentejo: Rubén Galván
 Campeonato Português de Contrarrelógio Sub-23: Sérgio Paulinho
Classificação por equipas Volta a Portugal do Futuro 
 Classificação por pontos: Sérgio Paulinho
 Classificação de montanha: Sérgio Paulinho
 Contrarrelógio, Etapa 2, 3 e 4: Sérgio Paulinho
2003
Classificação de sprints Volta ao Algarve: Óscar Serrano
 Classificação por pontos Circuito Montañés: Óscar Serrano
Estágio 5a e 6
Etapa 3 Volta a Portugal: Victoriano Fernández
2004
 Classificação dos jovens GP MR Cortez–Mitsubishi: Sérgio Ribeiro
Classificação dos sprints Volta ao Alentejo: Óscar Serrano
2005
Etapa 1 Volta a Portugal: Fidel Chacón
2006
Etapa 1 GP Abimota: Pedro Costa
2007
Vencedor Clássico de Amarante: José Rodrigues
Vencedor Circuito de São Bernardo , Alcobaça: Gilberto Sampaio
Vencedor Circuito de Nafarros: José Rodrigues
Etapa 4b GP Vinhos da Estremadura: José Rodrigues
 Classificação por pontos: José Rodrigues
2010
Etapa 3 Volta às Terras de Santa Maria Feira: Bruno Borges
Vencedor da Taça de Portugal Sub-23: Bruno Borges 
2011
Vencedor do Troféu Festival da Bicicleta, ciclocross, Elite/Sub-23: Mário Costa
Campeonato Nacional, Pista, Velocidade, Sub-23: Leonel Coutinho
Etapa 3 e 5 Volta a Portugal do Futuro: Leonel Coutinho
2012
Etapa 1 Volta a Portugal do Futuro: David Rodrigues 
 Classificação de montanha Sub-23 Etapa 1 do GP Liberty Seguros: Rui Barros 
 Classificação dos jovens Sub-23 GP Liberty Seguros: David Rodrigues 

## Ciclistas notáveis
Alguns ciclistas portugueses que passaram pelo Vitória-ASC, como:  
- Sérgio Paulinho
- Sérgio Ribeiro
- Bruno Pires
- Bruno Neves
- Rui Costa
- Jose Mendes
- Danilo Silva
- Márcio Barbosa
- Bruno Lima
- José Martins
- João Cabreira
- Mário Costa
- David Rodrigues
- Pedro Costa[20]